# Walter Girnatis
Walter Girnatis (* 16. Juni 1894 in Posen; † 4. Juni 1981 in Olching) war ein deutscher Komponist.

## Leben und Werk
Der Vater von Walter Girnatis besaß eine Buchdruckerei, war musikalisch interessiert und unterrichtete seinen Sohn zunächst selbst. Um 1900 übersiedelte die Familie nach Hamburg. Neben einer Ausbildung für den Verwaltungsdienst am Landgericht wurde Girnatis Privatschüler des Hamburger Pianisten und Musikkritikers Emil Krause. Die Ausbildung wurde durch den Ersten Weltkrieg unterbrochen und Girnatis arbeitete in der Folge zeitweilig als Stummfilmpianist sowie als Konzertpianist auf transatlantischen Passagierschiffen. Später wirkte er als Schauspielkapellmeister und ab 1928 als Programmdirektor beim Hamburger Rundfunk, wo er bis zu seiner Pensionierung beschäftigt blieb.
Nach der Machtergreifung der Nationalsozialisten trat er zum 1. Mai 1933 der NSDAP bei (Mitgliedsnummer 2.724.197). In der Zeit des Nationalsozialismus schrieb er verschiedene systemkonforme Kompositionen, darunter 1935 eine neue „Rüpelmusik“ zu Shakespeares Komödie Ein Sommernachtstraum, anstelle der von den Nationalsozialisten diffamierten Bühnenmusik von Felix Mendelssohn Bartholdy. 1936 komponierte er eine Musik zu Tief im Innern leuchtet helles Licht (Text von W. Jünemann) anlässlich einer Morgenfeier der Hitlerjugend. 1937 folgte eine Musik zum Symbolspiel Die große Wende von Thomas Westerich, 1939 eine Kraft-durch-Freude-Fanfare unter dem Titel Freut euch des Lebens. Während des Zweiten Weltkriegs schrieb er u. a. 1940 ein Kampflied für Männerchor und Sinfonieorchester unter dem Titel Die Welt gehört den Führenden  auf einen Text von R. Heyden. Im selben Jahr bearbeitete er Norbert Schultzes Kriegslied Bomben auf Engelland für Trompete, Geigen und Cello und arrangierte ein Kriegslied Es donnern unsre Motoren auf einen Text von Gustav Kneip für Klavier und Handharmonika. 1941 folgte das Treuelied Das Reich wir wollen wahren für Bläser, drei Geigen und Cello, das Kriegslied Es donnert das Jahrtausend von unserm festen Schritt für Geigen und Cello sowie 1942 eine Freiwachenmusik. Ein Liederstremel für unsere Marine. In Reime verspleißt von Hans-Wilhelm Kulenkampff und musikalisch aufgebraßt von W. Girnatis, für Vorsänger und Mannschaftschor mit Ziehkasten.
Zu den Kompositionen von Girnatis zählen ferner Funkopern, eine Operette Der Schwarze Schwan (1936), Film-, Theater- und Hörspielmusiken, aber auch Orchesterwerke (darunter ein Flötenkonzert G-Dur, 1941) und Kammermusik (u. a. ein Bläserquintett, 1938). Seine Partita für Akkordeonorchester wurde im Komponistenwettbewerb der Edition Hohner 1955 preisgekrönt.
Briefe von Walter Girnatis befinden sich im Bestand des Leipziger Musikverlages C. F. Peters im Staatsarchiv Leipzig. Das Staatsarchiv der Freien und Hansestadt Hamburg verfügt über eine Sammlung von Zeitungsausschnitten über Girnatis.